# شيماء حسن
شيماء حسن (19 يناير 1980 -)، ممثلة مصرية. شاركت في بعض المسلسلات التليفزيونية، من أعمالها: (نادي القلوب الجريحة، عزيز على القلب، قانون المراغي، كيد النسا، الشركة (مسلسل))، كما عملت سينمائيًا في فيلمي (كاريوكي، الخروج من القاهرة).

## أعمال فنية
| اعمال2009       | اعمال2011         | اعمال2012   |
| --------------- | ----------------- | ----------- |
| الوديعة والذئاب | الخروج من القاهرة | كيد النسا 2 |
| قانون المراغي   | كيد النسا         | الشركة      |
|                 |                   | المنتقم     |